# Wiggensbach
Wiggensbach è un comune tedesco di 4 659 abitanti, situato nel land della Baviera.